# Dragó aranya persa
El dragó aranya persa (Agamura persica) és una espècie de dragó que prové de regions semidesèrtiques de l'Iran, el Pakistan i l'Afganistan, on hi ha fortes oscil·lacions de temperatura.
La seva cua i les seves potes llargues i esveltes li donen una impressió d'aranya i li permeten escalar per a terrenys rocosos. Els dits dels peus són prims, amb urpes i doblegats angularment. Comparteix aquesta característica amb una sèrie d'altres espècies i es classifica com un dragó de dits angulars. Dues altres espècies, Agamura femoralis (Smith, 1933) i Agamura misonnei (De Witte, 1973), s'han col·locat al gènere, però Anderson (1999) i Khan (2003) les van referir al gènere Rhinogekko.

## Descripció
Les femelles oscil·len entre 42 i 77 mm, amb una cua de 34 a 59 mm, mentre que els mascles oscil·len entre 35 i 65 mm, amb una cua de 27 a 59 mm.
Té una part superior del cos de color gris clar amb pigment groc i cinc barres transversals fosques gairebé tan amples com els espais intermedis, amb de 9 a 10 a la cua i un ventre gris tacat.
El dragó aranya persa habita terrenys rocosos i pedregosos prop del semidesert sorrenc, als vessants dels turons i les planes àrides. És principalment nocturn, però es pot trobar durant el dia prenent el sol a temperatures d'uns 17,5 °C (aire) i 15,5 °C (superfície), és actiu a temperatures superficials de fins a 44 °C. La "parpella" superior (però inamovible) és una adaptació a la vida diürna. La tapa serveix com una mena de "para-sol".
Assoleix la maduresa sexual entre els 18 i els 24 mesos d'edat. El seu període de reproducció és de març a maig, els ous es posen al juny i les cries neixen al setembre.

## Galeria

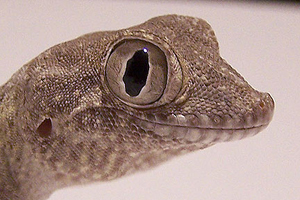
Cap
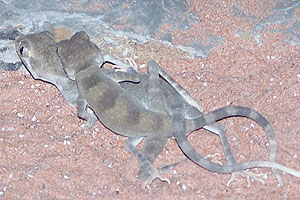
Còpula
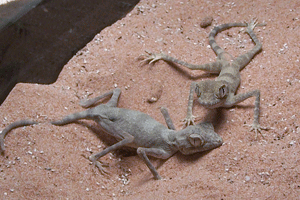
Femella enterrant ous
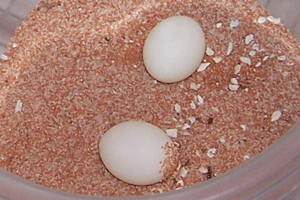
Ous
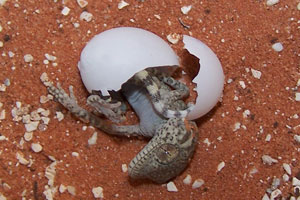
Naixement

## Biografia
- Agamura persica. The Reptile Database.
- Khan, M.S. 2003. Anmerkungen zur Morphologie, Verbreitung und den Habitatpräferenzen einiger pakistanischer Geckos. Sauria 25 (3): 35-47 [erratum in 25 (4): 27]
- Khan, M. S. (2005). An Overview of the Angular-toed Geckos of Pakistan (Squamata: Gekkonidae). Gekko, 4.2. 20-30.